# Veronika Grimm

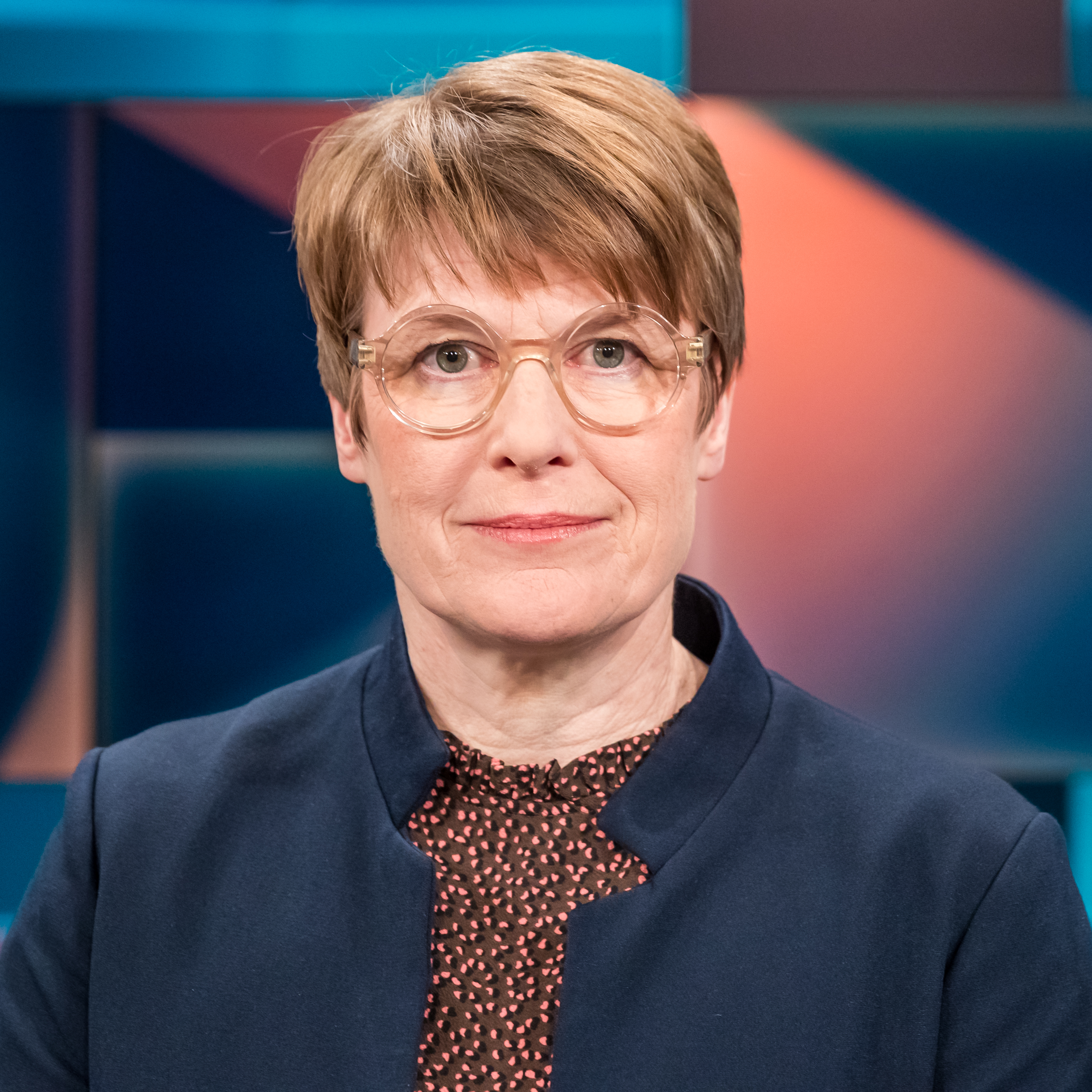
Veronika Grimm (2025)

Veronika Grimm (* 5. September 1971 in Rendsburg) ist eine deutsche Wirtschaftswissenschaftlerin. Sie ist Mitglied der Wissenschaftlichen Leitung des Energie Campus Nürnberg (EnCN), Vorständin des Zentrum Wasserstoff.Bayern (H2.B) und Direktorin des Laboratory for Experimental Research Nuremberg (LERN). Im Jahr 2020 wurde sie in den Sachverständigenrat zur Begutachtung der gesamtwirtschaftlichen Entwicklung berufen. Seit 2024 ist sie Professorin für Energiesysteme und Marktdesign an der Technischen Universität Nürnberg und Aufsichtsrätin von Siemens Energy.

## Leben
Nach dem Studium der Volkswirtschaftslehre und der Soziologie an den Universitäten Hamburg und Kiel promovierte sie im Jahre 2002 an der Humboldt-Universität zu Berlin bei Elmar Wolfstetter. Anschließend war Grimm an der Universidad de Alicante und drei Jahre an der Universität zu Köln, wo sie sich bei Axel Ockenfels habilitierte. Sie verbrachte längere Forschungsaufenthalte an der Université Libre de Bruxelles und der Université Catholique de Louvain.
2008 erfolgte der Ruf an die Friedrich-Alexander-Universität Erlangen-Nürnberg, wo sie Direktorin des Laboratory for Experimental Research Nuremberg (LERN) wurde. 2010 wurde sie Leiterin der Economy-Abteilung des Energie Campus Nürnberg (EnCN).
Im Jahr 2022 wurde Grimm in die Deutsche Akademie der Technikwissenschaften (acatech) gewählt, 2024 zum Mitglied der Akademie der Wissenschaften und der Literatur. 2023 erhielt sie den Gustav-Stolper-Preis und den Arthur-Burkhardt-Preis.
Zum 1. März 2024 wechselte sie an die Technische Universität Nürnberg. Ihre Forschungsschwerpunkte liegen in den Bereichen Energiemärkte und Energiemarktmodellierung, Verhaltensökonomie, soziale Netzwerke sowie Auktionen und Marktdesign. Am Energie Campus Nürnberg leitet sie den Forschungsbereich „Energiemarktdesign“.
Veronika Grimm ist verheiratet und lebt mit ihrem Ehemann, zwei Söhnen und einer Tochter in Nürnberg. In ihrer Freizeit ist sie begeisterte Langstreckenläuferin, geht gerne Bouldern, Ski- und Snowboardfahren. Zeitweise trainierte sie eine E-Jugend-Fußballmannschaft.

## Ämter
Grimm ist in mehreren Gremien und Beiräten aktiv, unter anderem im Wissenschaftlichen Beirat beim Bundesministerium für Wirtschaft und Energie (Mitgliedschaft ruht), in der Expertenkommission zum Monitoringprozess „Energie der Zukunft“ am BMWi, im Zukunftskreis des Bundesministeriums für Forschung, Technologie und Raumfahrt, im Sachverständigenrat für Verbraucherfragen sowie im Energy Steering Panel des European Academies Science Advisory Council (EASAC).
2020 wurde Grimm zusammen mit Monika Schnitzer als sogenannte Wirtschaftsweise in den Sachverständigenrat zur Begutachtung der gesamtwirtschaftlichen Entwicklung berufen. Ihre Positionen im Sachverständigenrat werden von der Wirtschaftsjournalistin Maja Brankovic so beschrieben: „Bei ihr verbindet sich das Beharren auf Disziplin bei den Staatsausgaben mit einem Fokus auf Umwelt und Ungleichheit. In der Öffentlichkeit spricht sie häufig über Energiepolitik, wirbt für einen CO2-Preis, das Thema Wasserstoff ist ihr Steckenpferd.“

## Positionen
Grimm betonte mehrmals die Bedeutung von Wasserstoff in der Energiewende, jedoch wäre aus ihrer Sicht ein Auto, das mitgeführten Wasserstoff mittels Bordkraftwerk in Strom verwandelt, um den elektrischen Motor zu betreiben, zu teuer, zu komplex, zu ineffizient.
Im Rahmen der hohen Inflation in Europa nach dem russischen Überfall der Ukraine sprach sich Grimm weitgehend für das erste Entlastungspaket der Bundesregierung, aber gegen Subventionen wie die geplante Steuersenkung auf Kraftstoffe oder Energiepreissenkungen für Unternehmen aus. Die hohen Gaspreise seien etwa „wichtig, damit an den richtigen Stellen Gas eingespart oder substituiert wird“. Zwar könne es durch die hohen Energiepreise passieren, „dass Produktion ins Ausland verlagert wird und auch nicht zurückkommt“ – hier gebe es jedoch Situationen, „wo man Abwanderung hinnehmen muss.“ Auch im Falle eines Gasembargos gegen Russland, welches Grimm fordert, solle die Bundesregierung keine Energiepreissenkungen vornehmen. Man bräuchte stattdessen etwa „kurzfristige Unternehmenshilfen und Kurzarbeit, um die Folgen eines Lieferstopps abzufedern – ähnlich wie in der Coronakrise.“ Grimm sprach sich auch gegen die vorübergehende Senkung der Mineralölsteuer zur Entlastung der Bürger von den gestiegenen Tankkosten aus, da hiervon „typischerweise die Besserverdienenden“ profitierten.
Eine Übergewinnsteuer und Vermögenssteuer lehnt sie ab. Selbiges gilt für Praktiken der Ressourcenschonung durch verstärkte Anreize für Commoning sowie Degrowth.
Grimm sprach sich für Frauenquoten aus.
In einem Interview mit der Frankfurter Allgemeinen Zeitung gab sie weiterhin an, es dürfe während des Hochlaufs der Wasserstoffwirtschaft nicht nur um grünen Wasserstoff gehen. „Das ist ein sehr deutsches und zugleich gefährliches Narrativ.“
Die Einführung von Sondervermögen für Verteidigung und Infrastruktursanierung wie das im März 2025 beschlossene Sondervermögen Infrastruktur und Klimaneutralität lehnt Grimm ab. Statt über neue Schulden sollte vielmehr über eine neue Wachstumsstrategie gesprochen werden. Im Deutschlandfunk sprach sie sich im Mai 2025 dafür aus, strukturelle Probleme nicht durch höhere Ausgaben, sondern durch strukturelle Maßnahmen zu lösen. Da die Ausgaben für die sozialen Sicherungssysteme seit mehreren Jahren stärker gestiegen seien als die Wirtschaftsleistung, müssten bei der Gesetzlichen Rentenversicherung und beim Bürgergeld Kürzungen vorgenommen werden, um die Aufrüstung der Bundeswehr finanzieren zu können. Das Renteneintrittsalter müsse aus demographischen Gründen etwa alle zehn Jahre um ein Jahr angehoben werden. Ein früherer Renteneintritt solle nur noch aus gesundheitlichen Gründen möglich sein, und die Rentensteigerungen sollten nicht mehr an das Lohn-, sondern nur noch an das Preisniveau gekoppelt werden. Auch bei der Beamtenversorgung solle über Kürzungen nachgedacht werden, aber auch darüber, ob es noch notwendig sei, neue Verbeamtungen vorzunehmen. Da es in Deutschland im internationalen Vergleich mehr Feiertage gebe als in anderen Ländern, könne die Abschaffung von Feiertagen ebenfalls hilfreich sein.

## Kontroversen
Grimm wird vorgeworfen, hinsichtlich Wasserstoff im Energiesystem parteiisch zu sein und einen Interessenkonflikt zu haben; ein Vorwurf, der u. a. von den Mitgliedern des Sachverständigenrats für Wirtschaftsfragen erhoben wird. So vertritt sie nicht nur wasserstofffreundliche Positionen, sondern ist mit mehreren Ämtern mit der Wasserstoffbranche verbunden, u. a. mit ihrem Sitz beim Nationalen Wasserstoffrat und als Aufsichtsrätin von Siemens Energy. Der Aufsichtsratposten war dabei so kontrovers, dass alle vier anderen Wirtschaftsweisen Grimm Anfang 2024 schriftlich aufforderten, den Sachverständigenrat vor dem Hintergrund eines Interessenkonflikts zu verlassen, sollte sie ein entsprechendes Mandat bei dem Energietechnik-Konzern annehmen. Grimm lehnte dies ab. Der Compliance-Fachmann Christian Strenger erkannte demgegenüber keinen Interessenkonflikt, denn beide Gremien hätten fundamental unterschiedliche Aufgaben und Funktionen, die Interessenkonflikte bei sachgemäßer Handhabung ausschließen. Im Sachverständigenrat könnten Grimms im Aufsichtsrat gewonnene Erkenntnisse gerade angesichts der gesamtwirtschaftlich prekären Situation Deutschlands und der Notwendigkeit der Stärkung des privaten Sektors durchaus positiv sein.
Am 26. Februar 2024 wurde sie gegen die Stimmen des Großaktionärs Siemens in den Aufsichtsrat von Siemens Energy gewählt. Lobbycontrol sieht in der mit mindestens 120.000 Euro vergüteten Tätigkeit Grimms als Aufsichtsratsmitglied einen direkten Interessenkonflikt mit dem Gebot einer von wirtschaftlichen Einzelinteressen unabhängigen Sachverständigen der Bundesregierung. 2024 hat Grimm beim Verwaltungsgericht Wiesbaden Klage gegen den Sachverständigenrat erhoben, weil sie seinen vertraulichen Verhaltenskodex für unvereinbar mit den gesetzlichen Grundlagen des Sachverständigenrats zur Begutachtung der gesamtwirtschaftlichen Entwicklung hält. Es ist erst das zweite Mal in der Geschichte des Sachverständigenrats, dass ein Mitglied juristisch gegen den Rat vorgeht.

## Schriften (Auswahl)
- Zusammen mit A. Martin, M. Schmidt, M. Weibelzahl, G. Zöttl: Transmission and generation investment in electricity markets: The effect of market splitting and network fee regimes. In: European Journal of Operational Research. Band 254, Nr. 2, 2016, S. 493–509. doi:10.1016/j.ejor.2016.03.044
- Zusammen mit R. Feicht, H. Rau, G. Stephan: On the impact of quotas and decision rules in collective bargaining. In: European Economic Review. Band 100, 2017, S. 175–192. doi:10.1016/j.euroecorev.2017.08.004
- Zusammen mit L. Schewe, M. Schmidt, G. Zöttl: Uniqueness of market equilibrium on a network: A peak-load pricing approach. In: European Journal of Operational Research. Band 261, Nr. 3, 2017, S. 971–983. doi:10.1016/j.ejor.2017.03.036
- Zusammen mit T. Cagala, U. Glogowsky, J. Rincke: Public Goods Provision with Rent-Extracting Administrators. In: Economic Journal.2018. doi:10.1111/ecoj.12614
- Zusammen mit Joachim Lang, Dirk Messner, Dirk Meyer, Lutz Meyer, Sigrid Nikutta, Stefan Schaible (Hrsg.): Deutschlands Neue Agenda. Die Transformation von Wirtschaft und Staat in eine klimaneutrale und digitale Gesellschaft. Econ, Berlin 2021, ISBN 978-3-430-21069-0.

## Auszeichnungen (Auswahl)
- 2023: Bayerischer Verdienstorden[42]
- 2023: Gustav-Stolper-Preis